# Chef de service hospitalier
Le chef de service hospitalier est un médecin ou un pharmacien responsable de l'organisation, de la coordination et du fonctionnement d'un service hospitalier, un centre de santé, un service de médecine préventive ou de médecine du travail.
En France, les responsabilités du chef de service tendent de plus en plus vers les aspects managériaux et administratifs et de moins en moins vers les activités de soins du dit praticien.

## Législation française
L'ordonnance du 2 mai 2005 a instauré l'organisation des établissements publics de santé en pôles d'activité, sous la responsabilité d'un chef de pôle. Cependant, un pôle peut continuer à être divisé en services dirigés par des chefs de service.
La loi HPST du 21 juillet 2009 confère au chef de service la responsabilité de l'évaluation des actions médicales de son service, du recueil des indicateurs de qualité et de sécurité, et la mise en œuvre des actions d'amélioration des services.
En France, avant 2005, la fonction de chef de service était exercée par un praticien titulaire nommé par le ministre chargé de la Santé. Depuis, c'est le directeur de l'établissement qui nomme les responsables des services ou unités fonctionnelles, sur proposition du chef de pôle, après avis du président de la commission médicale d’établissement (CME). 
En France toujours, la loi de modernisation du système de santé, promulguée en janvier 2016, réinstaure le service sans ambiguïté, dès lors, « les missions clés du chef de service demeurent : recrutement médical, animation et gestion de l’équipe, coordination de la recherche et de l’enseignement, organisation des soins avec les cadres de santé, gestion des risques (démarche qualité) et à chaque fois que possible, engagement institutionnel dans la vie de l’hôpital et dans celle de la discipline ».
La part de temps de travail que le chef de service consacre désormais aux tâches administratives a beaucoup augmenté, faisant craindre une perte d'intérêt pour la fonction.